# مرج خلف
بَلَدِيَّةُ مَرْجِ خَلَفٍ (بالكتالونية: Margalef، بالإسبانية: Margalef de Montsant) هي بلدية تقع في مقاطعة طَرَّكُونَة. جنوب شرق إسبانيا. يبلغ عدد سكانها 94 نسمة.